# Atopsyche bispinosa
Atopsyche bispinosa är en nattsländeart som beskrevs av Schmid 1989. Atopsyche bispinosa ingår i släktet Atopsyche och familjen Hydrobiosidae. Inga underarter finns listade i Catalogue of Life.